# Финал Кубка Гагарина 2011
Финал Кубка Гагарина 2011 — решающая серия матчей в розыгрыше плей-офф Кубка Гагарина сезоне 2010/2011 годов Континентальной хоккейной лиги. В финале участвовали чемпион Восточной конференции «Салават Юлаев» из Уфы, и чемпион Западной конференции «Атлант» (Мытищи). Серия началась 8 апреля с матча на домашней арене «Салавата Юлаева» и завершилась 16 апреля. В истории обеих команд это было первое участие в финале.

## Путь к финалу
| Восточная конференция |          |                          |            |                                        |
| Стадия                | Соперник | Соперник                 | Общий счёт | Результаты игр                         |
| 1/8 финала            | 6        | Сибирь                   | 4 - 0      | 5:2, 3:1, 6:2, 5:0                     |
| 1/4 финала            | 2        | Ак Барс (Казань)         | 4 - 1      | 3:2 (ОТ), 3:1, 1:2 (ОТ), 4:0, 1:0      |
| 1/2 финала            | 4        | Металлург (Магнитогорск) | 4 - 3      | 4:3, 4:0, 1:2 (ОТ), 2:4, 3:4, 5:3, 1:0 |

| Западная конференция |          |            |            |                                             |
| Стадия               | Соперник | Соперник   | Общий счёт | Результаты игр                              |
| 1/8 финала           | 5        | Северсталь | 4 - 2      | 3:2 (ОТ), 2:5, 2:1, 1:8, 2:1, 1:0           |
| 1/4 финала           | 3        | СКА        | 4 - 3      | 3:5, 1:3, 3:0, 2:1 (ОТ), 3:1, 1:2, 3:2 (ОТ) |
| 1/2 финала           | 1        | Локомотив  | 4 - 2      | 6:1, 3:2 (ОТ), 1:3, 4:2, 2:3 (ОТ), 8:2      |

## Салават Юлаев — Атлант
| Команда       | 8.04* | 10.04 | 12.04 | 14.04 | 16.04 | Итог |
| ------------- | ----- | ----- | ----- | ----- | ----- | ---- |
| Салават Юлаев | 2     | 3     | 3     | 0     | 3     | 4    |
| Атлант        | 1     | 1     | 2     | 4     | 2     | 1    |

* — игра завершилась в овертайме

### Игра № 1
| 8 апреля 2011 16:00 | Салават Юлаев | 2:1 ОТ (1:0, 0:0, 0:1, 1:0) | Атлант | Уфа-Арена Зрителей: 7950 |

| Отчёт                                       | Отчёт       | Отчёт             | Отчёт                              | Отчёт                        |
| ------------------------------------------- | ----------- | ----------------- | ---------------------------------- | ---------------------------- |
|                                             |             |                   |                                    |                              |
|                                             | Карри Рямё  | Вратари           | Александр Ерёменко (00:00 — 59:42) | Судьи: Буланов В. Захаров А. |
|                                             | Голы:       |                   |                                    | Судьи: Буланов В. Захаров А. |
| Прошкин В. 01’00" Кутейкин А. 61’43" (бол.) | 1:0 1:1 2:1 | Мозякин С. 43’22" |                                    | Судьи: Буланов В. Захаров А. |
|                                             |             |                   |                                    | Судьи: Буланов В. Захаров А. |
|                                             |             |                   |                                    | Судьи: Буланов В. Захаров А. |
|                                             |             |                   |                                    | Судьи: Буланов В. Захаров А. |
| 4 мин                                       | Штраф       | 14 мин            |                                    | Судьи: Буланов В. Захаров А. |
|                                             |             |                   |                                    |                              |
|                                             | 32          | Броски            | 22                                 |                              |

Счёт в серии: «Салават Юлаев» лидирует 1-0

### Игра № 2
| 10 апреля 2011 15:00 | Салават Юлаев | 3:1 (0:1, 3:0, 0:0) | Атлант | Уфа-Арена Зрителей: 7950 |

| Отчёт                                                                             | Отчёт           | Отчёт           | Отчёт              | Отчёт                        |
| --------------------------------------------------------------------------------- | --------------- | --------------- | ------------------ | ---------------------------- |
|                                                                                   |                 |                 |                    |                              |
|                                                                                   | Карри Рямё      | Вратари         | Александр Ерёменко | Судьи: Буланов В. Захаров А. |
|                                                                                   | Голы:           |                 |                    | Судьи: Буланов В. Захаров А. |
| Григоренко И. 26’12" (бол.) Григоренко И. 28’39" (бол.) Зиновьев С. 37’42" (бол.) | 0:1 1:1 2:1 3:1 | Марек Я. 08’06" |                    | Судьи: Буланов В. Захаров А. |
|                                                                                   |                 |                 |                    | Судьи: Буланов В. Захаров А. |
|                                                                                   |                 |                 |                    | Судьи: Буланов В. Захаров А. |
|                                                                                   |                 |                 |                    | Судьи: Буланов В. Захаров А. |
| 4 мин                                                                             | Штраф           | 14 мин          |                    | Судьи: Буланов В. Захаров А. |
|                                                                                   |                 |                 |                    |                              |
|                                                                                   | 35              | Броски          | 20                 |                              |

Счёт в серии: «Салават Юлаев» лидирует 2-0

### Игра № 3
| 12 апреля 2011 19:30 | Атлант | 2:3 (1:1, 1:1, 0:1) | Салават Юлаев | Арена Мытищи Зрителей: 7300 |

| Отчёт | Отчёт              | Отчёт   | Отчёт        | Отчёт                         |
| ----- | ------------------ | ------- | ------------ | ----------------------------- |
|       |                    |         |              |                               |
|       | Константин Барулин | Вратари | Эрик Эрсберг | Судьи: Одиньш Э. Карабанов С. |
|       |                    |         |              | Судьи: Одиньш Э. Карабанов С. |
|       |                    |         |              | Судьи: Одиньш Э. Карабанов С. |
|       |                    |         |              | Судьи: Одиньш Э. Карабанов С. |
|       |                    |         |              | Судьи: Одиньш Э. Карабанов С. |
|       |                    |         |              | Судьи: Одиньш Э. Карабанов С. |
| 6 мин | Штраф              | 8 мин   |              | Судьи: Одиньш Э. Карабанов С. |
|       |                    |         |              |                               |
|       | 29                 | Броски  | 28           |                               |

Счёт в серии: «Салават Юлаев» лидирует 3-0

### Игра № 4
| 14 апреля 2011 19:30 | Атлант | 4:0 (0:0, 2:0, 2:0) | Салават Юлаев | Арена Мытищи Зрителей: 7300 |

| Отчёт                                                               | Отчёт              | Отчёт   | Отчёт          | Отчёт                          |
| ------------------------------------------------------------------- | ------------------ | ------- | -------------- | ------------------------------ |
|                                                                     |                    |         |                |                                |
|                                                                     | Константин Барулин | Вратари | Виталий Коваль | Судьи: Семенов С. Карабанов С. |
|                                                                     | Голы:              |         |                | Судьи: Семенов С. Карабанов С. |
| Мусатов И. 25’27" Марек Я. 35’55" Уппер Д. 41’46" Горохов И. 52’04" | 1:0 2:0 3:0 4:0    |         |                | Судьи: Семенов С. Карабанов С. |
|                                                                     |                    |         |                | Судьи: Семенов С. Карабанов С. |
|                                                                     |                    |         |                | Судьи: Семенов С. Карабанов С. |
|                                                                     |                    |         |                | Судьи: Семенов С. Карабанов С. |
| 18 мин                                                              | Штраф              | 16 мин  |                | Судьи: Семенов С. Карабанов С. |
|                                                                     |                    |         |                |                                |
|                                                                     | 42                 | Броски  | 30             |                                |

Счёт в серии: «Салават Юлаев» лидирует 3-1

### Игра № 5
| 16 апреля 2011 15:00 | Салават Юлаев | 3:2 (1:0, 0:0, 2:2) | Атлант | Уфа-Арена Зрителей: 7950 |

| Отчёт                                                          | Отчёт               | Отчёт                            | Отчёт              | Отчёт                       |
| -------------------------------------------------------------- | ------------------- | -------------------------------- | ------------------ | --------------------------- |
|                                                                |                     |                                  |                    |                             |
|                                                                | Карри Рямё          | Вратари                          | Александр Ерёменко | Судьи: Одиньш Э. Захаров А. |
|                                                                | Голы:               |                                  |                    | Судьи: Одиньш Э. Захаров А. |
| Таратухин А. 07’45" Кутейкин А. 54’21" (бол.) Свитов А. 55’48" | 1:0 1:1 2:1 3:1 3:2 | Марек Я. 08’06" Глухов А. 56’14" |                    | Судьи: Одиньш Э. Захаров А. |
|                                                                |                     |                                  |                    | Судьи: Одиньш Э. Захаров А. |
|                                                                |                     |                                  |                    | Судьи: Одиньш Э. Захаров А. |
|                                                                |                     |                                  |                    | Судьи: Одиньш Э. Захаров А. |
| 12 мин                                                         | Штраф               | 8 мин                            |                    | Судьи: Одиньш Э. Захаров А. |
|                                                                |                     |                                  |                    |                             |
|                                                                | 26                  | Броски                           | 35                 |                             |

Итог серии: победа «Салавата Юлаева» 4-1
| Обладатель Кубка Гагарина 2011 |
| ------------------------------ |
| Салават Юлаев первый титул     |